# 石門 (電影)
《石门》（英語：Stonewalling）是2022年中國內地剧情片，由黄骥和大冢龙治执导，姚红贵主演，讲述20岁湖南少女林森为弥补家人因医疗事故造成的赔偿，决定将自己意外怀孕的孩子送给对方，以作补偿的故事。电影为导演黄骥“女性三部曲”的终章，前两部分别为《鸡蛋与石头》和《笨鸟》。
电影2022年9月1日在第79届威尼斯影展首映，在第60届金马奖中获得最佳剧情片、最佳导演、最佳原著剧本及最佳剪辑四项提名，最终夺得最佳剧情片和最佳剪辑两项大奖。同時在第47屆香港國際電影節中獲得新秀電影競賽（華語）單元的火鳥大獎及最佳女演員獎，以及國際影評人協會獎。

## 演员
- 姚红贵 饰 林森（小雨）
- 刘龙 饰 小张
- 黄小雄 饰 林母
- 肖子龙 饰 林父
- 莫志宏 饰 小莫
- 任小雨 饰 表妹

## 制作
电影片名《石门》有两层含义，一是指片中故事发生地点：湖南省常德市石门县；二是指中医的石门穴，该穴位位于肚脐下方，与女性生殖相关。电影于2019年夏至2020年初期间拍摄，耗时十个月，代表懷胎十月，中间经历了2019冠状病毒病疫情的爆发初期，这部分在电影中也有呈现。导演黄骥的父母在电影中扮演了主角林森的父母，片中的诊所则是取景于导演父母开办的诊所。
本片为导演黄骥“女性三部曲”的终章，前两部分别为《鸡蛋与石头》和《笨鸟》。

## 发行
电影于2022年9月1日在第79届威尼斯影展独立单元威尼斯日中首映，2023年4月6日在香港国际电影节放映，同年7月和11月分別登陸台北電影節和台北金馬影展。

## 反響

### 評價
根据評論匯總网站爛番茄汇总的17篇评论文章，94%的评论家给予该作正面评价，平均打分为7.5分（满分10分）。在Metacritic上，根據8位影評人給予84分（滿分100分），這部電影獲得了「一致好評」。
该片被《纽约时报》评为2023年度最佳电影之一。

### 獎項
| 年份 | 頒獎典禮                 | 獎項                                  | 入圍者           | 結果 |
| ---- | ------------------------ | ------------------------------------- | ---------------- | ---- |
| 2022 | 第23屆東京新作家主義影展 | 最佳影片獎                            | 《石門》         | 提名 |
| 2023 | 第47屆香港國際電影節     | 新秀電影競賽（華語）單元 - 火鳥大獎   | 《石門》         | 獲獎 |
| 2023 | 第47屆香港國際電影節     | 新秀電影競賽（華語）單元 - 最佳女演員 | 黃小雄、姚紅貴   | 獲獎 |
| 2023 | 第47屆香港國際電影節     | 國際影評人協會獎                      | 《石門》         | 獲獎 |
| 2023 | 第60屆金馬獎             | 最佳劇情片                            | 《石門》         | 獲獎 |
| 2023 | 第60屆金馬獎             | 最佳導演                              | 黄骥、大塚龍治   | 提名 |
| 2023 | 第60屆金馬獎             | 最佳原著劇本                          | 黄骥、大塚龍治   | 提名 |
| 2023 | 第60屆金馬獎             | 最佳剪輯                              | 廖慶松、大塚龍治 | 獲獎 |
| 2023 | 第24屆全州國際電影節     | 亞洲電影奈派克獎                      | 《石門》         | 獲獎 |

## 外部連結
- Yellow-Green Pi （英文）
- 互联网电影数据库（IMDb）上《石門》的资料（英文）
- 爛番茄上《石門》的資料（英文）
- Metacritic上《石門》的資料（英文）
- 时光网上《石門》的資料（简体中文）
- 開眼電影網上《石門》的資料（繁體中文）